# Lachapelle-Saint-Pierre
Lachapelle-Saint-Pierre – miejscowość i gmina we Francji, w regionie Hauts-de-France, w departamencie Oise.
Według danych na rok 1990 gminę zamieszkiwało 926 osób, a gęstość zaludnienia wynosiła 219 osób/km² (wśród 2293 gmin Pikardii Lachapelle-Saint-Pierre plasuje się na 310. miejscu pod względem liczby ludności, natomiast pod względem powierzchni na miejscu 946.).